# Rödstrupig solitärtrast
Rödstrupig solitärtrast (Myadestes genibarbis) är en fågel i familjen trastar inom ordningen tättingar.

## Utseende och läte
Rödstrupig solitärtrast är en medelstor trast med unikt utseende: blygrå fjäderdräkt med lysande tegelrött på strupe och nedre delen av buken. På Saint Vincent är den huvudsakligen svart ovan. Sången består av en serie utdragna flöjtlika visslingar på olika tonhöjd. Lätet är liknande, men med mer gälla toner.

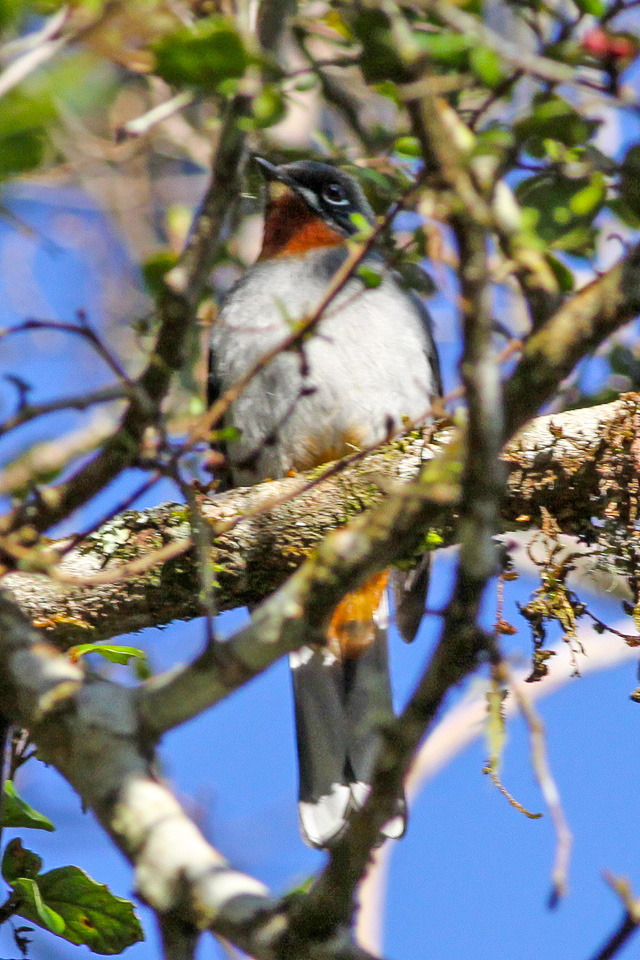

## Utbredning och systematik
Rödstrupig solitärtrast förekommer i bergsskogar i Västindien och delas in i två grupper av sex underarter med följande utbredning:
- genibarbis-gruppen
  - Myadestes genibarbis solitarius – Jamaica
  - Myadestes genibarbis montanus – Hispaniola
  - Myadestes genibarbis dominicanus – Dominica
  - Myadestes genibarbis genibarbis – Martinique
  - Myadestes genibarbis sanctaeluciae – Saint Lucia
- Myadestes genibarbis sibilans – Saint Vincent

## Levnadssätt
Arten hittas i täta och fuktiga bergsskogar. Den sitter ofta helt stilla, utom när den gör utfall efter insekter eller frukt.

## Status och hot
Arten har ett stort utbredningsområde, men tros minska i antal, dock inte tillräckligt kraftigt för att den ska betraktas som hotad. Internationella naturvårdsunionen IUCN listar arten som livskraftig (LC).